# Masrasector
Masrasector — вимерлий рід гієнодонтових ссавців родини Teratodontidae. Скам'янілості (6 колекцій) знайдено в Єгипті, Кенії, Омані, Алжирі. Описано 3 види: Masrasector aegypticum, Masrasector ligabuei, Masrasector nananubis.
Знахідки складаються переважно з залишків черепа та зубів, а також окремих елементів опорно-рухового апарату. Виходячи з відомого викопного матеріалу, можна зробити висновок, що тварини були дрібними. Можливо, вони харчувалися дрібнішими ссавцями, але також розглядається спеціалізація на молюсках. 